# Torella dei Lombardi
Torella dei Lombardi é uma comuna italiana da região da Campania, província de Avellino, com cerca de 2.202 habitantes. Estende-se por uma área de 26 km², tendo uma densidade populacional de 85 hab/km². Faz fronteira com Castelfranci, Nusco, Paternopoli, Sant'Angelo dei Lombardi, Villamaina.

## Demografia
| Variação demográfica do município entre 1861 e 2011                               |
|                                                                                   |
| Fonte: Istituto Nazionale di Statistica (ISTAT) - Elaboração gráfica da Wikipedia |